# Schizidium festai
Schizidium festai is een pissebed uit de familie Armadillidiidae. De wetenschappelijke naam van de soort is voor het eerst geldig gepubliceerd in 1894 door Adrien Dollfus.